# Europski zimski bacački kup
Europski zimski bacački kup (eng. European Cup Winter Throwing) godišnje je atletsko natjecanje europskih država u četiri bacačke discipline: bacanje diska, kladiva, koplja i kugle. Održava se krajem zime, početkom mjeseca ožujka, a organizira ga i vodi Europski atletski savez (EAA). Natjecanje je osmišljeno kako bi omogućilo atletičarima u bacačkim disciplinama da se natječu izvan atletske sezone, kao i da se da prilika lošijim europskim atletičarima u bacačkim disciplinama.
Prvo izdanje Kupa održano je 9. i 10. ožujka u francuskoj Nici pod službenim imenom European Winter Throwing Challenge. Službeno ime Kupa promijenjeno je od petog izdanja 2005. u turskom Mersinu te glasi European Cup Winter Throwing.

## Vanjske poveznice
- (engl.) Hammerthrow.eu - rezultati svih izdanja Europskog zimskog bacačkog kupa
- (engl.) european-athletics.org - službene stranice